# На Джемин
На Джемин (кор. 나재민; англ. Na Jae Min; род. 13 августа 2000 года, Чонджу, Республика Корея) — южнокорейский певец, рэпер и актёр. Является участником бой-бенда NCT и его юнитов NCT U и NCT Dream.

## Биография
На Джемин родился 13 августа 2000 года в Чонджу, Республика Корея. Он учился в начальной школе Incheon Cheong-il Elementary School (окончил), в средней школе School of Performing Arts Seoul (выбыл) и в Сеульской школе исполнительских искусств. Был замечен на улице сотрудниками SM Entertainment, раздавая листовки и собирая мусор в качестве добровольца вместе с мамой на мероприятии.

## Карьера

### 2014—2015: SM Rookies
Джемин появился в 9-м и 10-м эпизодах EXO 90:2014: вместе с остальными участниками SM Rookies Марком, Джено, Хэчаном, Джисоном, певицей БоА и Им Чан Чжоном.
Он принимал участие в нескольких мероприятиях SM Rookies, таких как «SM Town Live World Tour IV» (2014—2015), а затем был официально представлен 22 апреля 2015 года.
В 2015 году Джемин появился на корейском канале Disney «Клуб Микки Мауса» вместе с другими членами команды SM Rookies. Шоу транслировалось с 23 июля по 17 декабря 2015 года.

### 2016—2017: Дебют в NCT Dream
25 августа 2016 года Джемин дебютировал в качестве участника NCT Dream с синглом «Chewing Gum» вместе с Марком, Ренчжуном, Джено, Хэчаном, Чэнлэ и Джисоном. Их дебютное выступление состоялось 25 августа на M Countdown. NCT Dream является третьим юнитом бой-бенда NCT. Группа следует системе приема-выпуска, где они выпускаются из юнита после достижения корейского возраста 20 лет (19 лет, международный возраст).
1 февраля 2017 года SM Entertainment объявили, что NCT Dream выпустят свой первый сингловый альбом The First. Тем не менее, Джемин не участвовал в выпуске из-за осложнений от грыжи межпозвоночного диска.

### 2018-н.в: Возвращение в NCT, актёрский дебют и дебют в NCT U

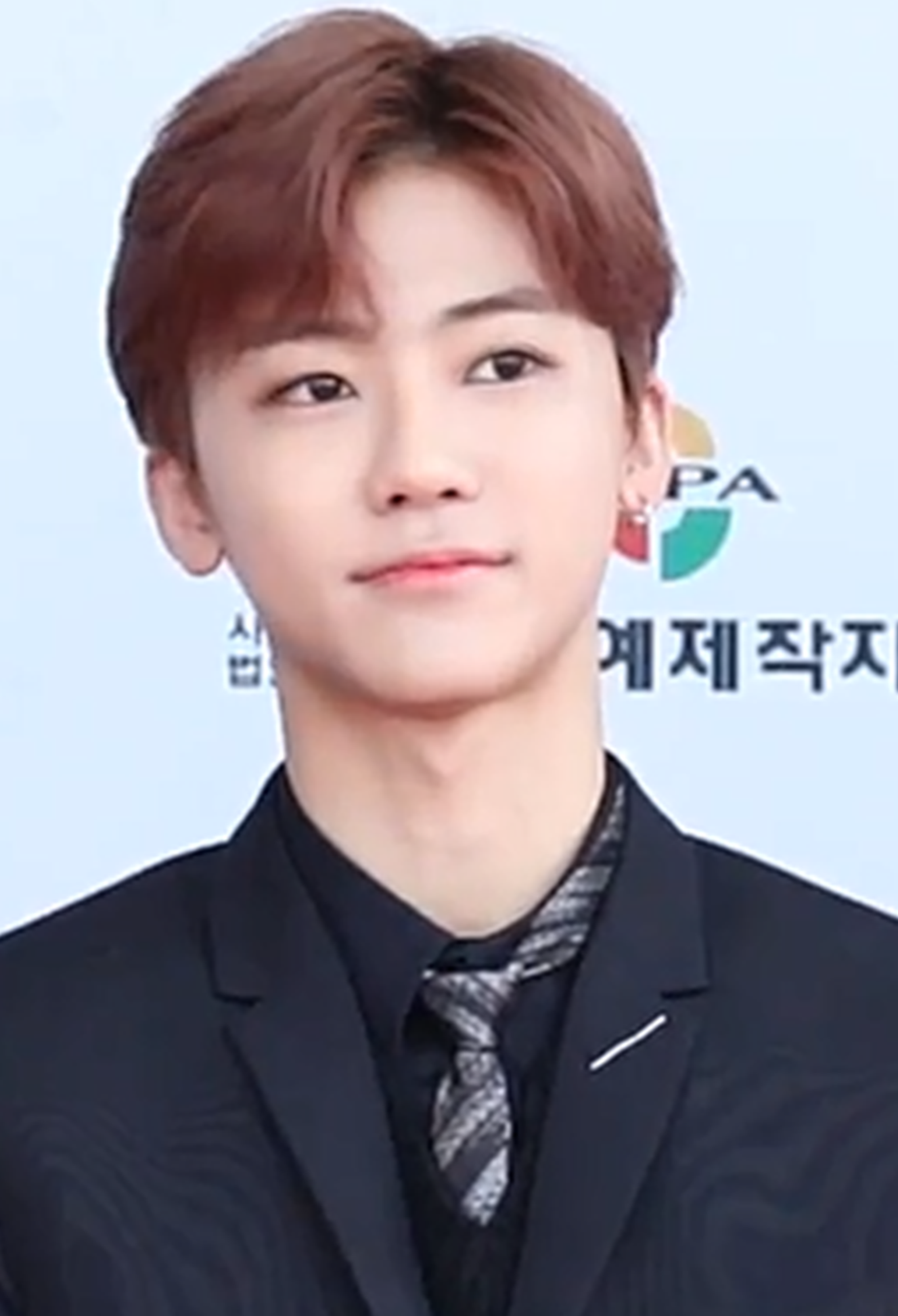
Джемин на 24-м Dream Concert, 12 мая 2018 года.

4 марта 2018 года NCT Dream выпустили свой сингл «Go», который был включен в первый студийный альбом NCT, NCT 2018 Empathy. Это также ознаменовало первое возвращение группы с Джемином с момента их дебюта.
Позже в том же году Джемин присоединился к актерскому составу второго сезона образовательного развлекательного шоу «My English Teen 100 Hours» канала tvN, в котором актеры интенсивно изучали английский язык по 7 часов каждый день в течение двух недель. Затем актерский состав был отправлен за границу, чтобы проверить свои уроки изучения английского языка в реальной жизни. Шоу начало выходить в эфир 20 мая.
Джемин участвовал в написании лирики для трека «Dear Dream» второго мини-альбома NCT Dream We Go Up. Он также написал лирику для нескольких треков для последующих альбомов NCT Dream.
13 марта 2019 года Джемин вместе с другими участниками NCT Dream Джено и Джисоном представляли звезд k-pop на «K-Wave & Halal Show» в Малайзии. Мероприятие по содружестве между Южной Кореей и Малайзией посетил президент Мун Чжэ Ин в рамках его трехдневного государственного визита в страну.
В апреле того же года Джемин дебютировал как актёр в роли Хан Дэ Гана, главного мужского персонажа, в короткой веб-дораме от JTBC «Способ ненавидеть тебя», основанной на популярном одноименном вебтуне.
Джемин появился в игровом шоу Do You Want To Play? GG,, где знаменитости сформировали команду, чтобы играть против старшеклассников в различных играх. Шоу начало выходить в мае 2019 года.
В октябре 2020 года Джемин официально дебютировал в качестве участника NCT U с песней «Make A Wish (Birthday Song)»,
на M Countdown. Он так же участвовал в специальном выступлении NCT U с песней «Kick and Ride» в июне, этот релиз ознаменовал его первый официальный релиз с юнитом.
В октябре 2021 года Джемин появился на обложке специального выпуска журнала WWD Korea №02, выпущенного в сотрудничестве с Томом Фордом и фотографом Адамом Кацем Синдингом.

## Фильмография

### Телесериалы
| Год  | Название                 | Телеканал     | Роль       | Примечания |
| ---- | ------------------------ | ------------- | ---------- | ---------- |
| 2018 | «Восемнадцать»           | Naver TV Cast | Камео      | 20 эпизод  |
| 2019 | «Способ ненавидеть тебя» | JTBC4         | Хан Де Ган | Веб-дорама |

### Развлекательные шоу
| Год       | Название                     | Телеканал            | Роль                 | Примечания |  |
| --------- | ---------------------------- | -------------------- | -------------------- | ---------- |  |
| 2014      | EXO 90:2014                  | Mnet                 | В составе SM Rookies | Пре-дебют  |  |
| 2015      | Клуб Микки Мауса             | Disney Channel Korea | В составе SM Rookies | Пре-дебют  |  |
| 2018-2019 | My English Puberty 100 Hours | tvN                  | Актёрский состав     | 2 сезон    |  |
| 2019      | Wanna Play? GG!              | Channel A            | Актёрский состав     |            |  |

## Награды и номинации
| Год  | Премия               | Категория                | Работа                   | Результат | Ссылка |
| ---- | -------------------- | ------------------------ | ------------------------ | --------- | ------ |
| 2020 | Seoul Webfest Awards | Лучший актёр (корейский) | «Способ ненавидеть тебя» | Победа    | [ 18 ] |